# Люлин (магистрала)
Вижте пояснителната страница за други значения на Люлин.
„Люлин“ е бивша самостоятелна автомагистрала в Западна България. Свързва София и Перник, има дължина от 19,135 км.
С решение на МС от 27 декември 2018 г. „Люлин“ спира да съществува самостоятелно; поради малката си дължина става част от магистрала „Струма“ с наименование А3 по националната класификация.
С наименование А6 по националната класификация се преименува магистралата от София до ГКПП Калотина (АМ „Европа“).
Магистрала Люлин представлява двулентов автомобилен път с допълнителна аварийна лента и разделителна ивица . Магистралата е част от път Е79 и Общоевропейските транспортни коридори номер IV и VIII.
Общата стойност на проекта за изграждането на магистралата е 185 млн. евро, като от тях 135 млн. евро са безвъзмездна помощ по програма ИСПА . Високата цена на пътя се обяснява с преминаването му през пресечен терен, което изисква множество мостове и тунели, както и с покриването на определени еко- и шумоизолационни изисквания.

## Име
Магистралата е кръстена на планината Люлин, през която преминава.

## Изходи
| Изход | km  | Дестинация              | Платна | Забележка      |
| ----- | --- | ----------------------- | ------ | -------------- |
|       | 0   | София-СОП               |        | В експлоатация |
|       | 4.6 | Мало Бучино             |        | В експлоатация |
|       | 7.5 | Мало Бучино             |        | В експлоатация |
|       | 10  | Люлин                   |        | В експлоатация |
|       | 14  | Големо Бучино           |        | В експлоатация |
|       | 19  | , Перник, ПВ Даскалово, |        | В експлоатация |

## История
- На 22 декември 2004 година Европейската комисия дава зелена светлина за строителството на магистралата.[2]

### Тръжни процедури
- На 17 юни 2005 година е обявена тръжната процедура за определяне на изпълнител на строителството.[3]
- На 3 ноември 2005 година е обявена тръжната процедура за определяне на изпълнител на строителен надзор.[4]
- На 21 ноември 2005 година са отворени офертите за строителството на проекта, като кандидатите са 21 фирми и обединения.[5]
- На 8 август 2006 година е подписан договор за строителството на магистралата.[6]

### Строителство
- На 31 януари 2007 година стартира изграждането на магистралата, срокът на строителството е 3 години. Тогавашният министър-председател Сергей Станишев прави първата символична копка на трасето с багер на турския строителен консорциум „Мапа Дженгиз“ ДЗЗД.
- Към месец юли 2008 година са изпълнени 303 000 куб. м изкопи, 152 000 куб. м насипи, 10 000 куб. м бетонови работи, 2023 изливни пилота и са използвани 1100 тона стомана [7].
- Срокът за откриването на магистралата е 30 септември 2010 г., но министърът на регионалното развитие от кабинета на Бойко Борисов, Росен Плевнелиев признава, че този срок не е много реален, но може да бъде спазен [8].
- На 17 декември 2010 година е пуснато за движение долното ниво на кръговото съоръжение на ПВ Даскалово с цел облекчаване на трафика между Перник, София и АМ Струма. От кръговото движение са отворени две ленти в посока към Владая, 2 ленти в посока към Перник, както и връзката с магистрала Струма.[9]
- При откриването на пътния възел премиерът Бойко Борисов казва относно завършването на магистралата:

| „ | До към 10 януари ще стане готова магистрала „Люлин“ и ще я пуснем пробно. Около май ще я спрем за няколко дни, за да се преасфалтира, ако се налага, да се довърши и ще издадем строителните разрешения. | “ |

- През месец януари 2011 година е обявено, че на 15 март трябва да бъде пуснато за движение платното от Перник към София, a на 15 май да бъде открита цялата магистрала.[11]
- На 14 март 2011 година е обявено, че предварителното пускане на едното платно на магистралата се отлага поради лоши атмосферни условия, попречили за полагането на износоустойчив слой асфалтобетон.[12]
- На 15 май 2011 г. магистралата е официално открита. Това е и първата изцяло построена магистрала в България.[13]

## Магистрални връзки
- АМ Люлин свързва Околовръстния път на София с Пътен възел „Даскалово“ при Перник.
- АМ Люлин се свързва чрез Пътен възел „Даскалово“ с АМ „Струма“.

## Инфраструктура
Трасето на магистралата има три тунела с обща дължина 1260 метра, 26 моста и виадукти с обща дължина 6 километра, 3 пътни възела и укрепителни стени с дължина над 2762 метра . Проектната скорост за движение по магистралата е 100 – 110 километра в час.

### Тунели

#### Мало Бучино
- Дължина: две тръби по 450 m
- Преминава през: планина „Люлин“
- Широчина на всяка тръба: 11,2 метра

#### Люлин
- Дълъг: две тръби по 350 m
- Преминава през: планина „Люлин“
- Светла широчина на всяка тръба: 12,3 метра

#### Големо Бучино
- Дълъг: две тръби по 500 m
- Преминава през: планина „Люлин“
- Светла широчина на всяка тръба: 12,5 метра.

### Виадукти

#### Люлин
- Виадуктът преминава през дупка на планина „Люлин“
- Висок – 42 метра
- Две успоредни конструкции, всяка по 16 метра
- Носеща конструкция – стоманобетонна

## Галерия
- Вход към магистралата от Перник
- Магистралата от Драгичево
- Магистралата от Драгичево

## Критики
Протестите срещу текущия проект за магистралата включват твърденията че тя ще отнеме най-плодородната земя от Мало Бучино и ще намали стойността на земята около нея, че не е предвидено отклонение от магистралата за Мало Бучино, че ще бъде много шумна, че ще преминава през каптирани минерални извори и свлачищни райони и че в град Банкя, поради специфични климатични условия, въздухът ще бъде замърсяван и ще се образува смог в половината от дните в годината.